# Hunawihr
Hunawihr település Franciaországban, Haut-Rhin megyében. Lakosainak száma 549 fő (2022. január 1.). Hunawihr Zellenberg, Ribeauvillé és Riquewihr községekkel határos.

## Népesség
A település népességének változása:
| Lakosok száma | 587  | 593  | 598  | 611  | 602  | 603  | 606  | 587  | 568  | 549  |
|               | 2013 | 2014 | 2015 | 2016 | 2017 | 2018 | 2019 | 2020 | 2021 | 2022 |